# Metalacurbs
Metalacurbs – rodzaj kosarzy z podrzędu Laniatores i rodziny Biantidae. Gatunkiem typowym jest Metalacurbs simoni.

## Występowanie
Występują w Afryce.

## Systematyka
Opisano dotychczas 4 gatunki z tego rodzaju:
- Metalacurbs cornipes (Roewer, 1958)
- Metalacurbs oedipus (Roewer, 1958)
- Metalacurbs simoni (Roewer, 1914)
- Metalacurbs villiersi (Roewer, 1953)